# Mario Nuzzi
Mario Nuzzi, dit Mario dei Fiori (Penna San Giovannii, province de Macerata, 1603 - Rome, 1673) est un peintre italien baroque  au XVIIe siècle.

## Biographie
Élève de Tommaso Salini, Mario Nuzzi fut un peintre de natures mortes, actif principalement à Rome.
Un grand nombre de ses tableaux consistent  en compositions florales, ce qui lui a valu le surnom de dei Fiori (en français : « des fleurs »).
Il a également peint un célèbre Concert d'oiseaux, un modèle souvent reproduit comportant une importante diversité de volatiles représentés de façon réaliste, perchés sur des branches et formant un chœur autour d'un hibou.

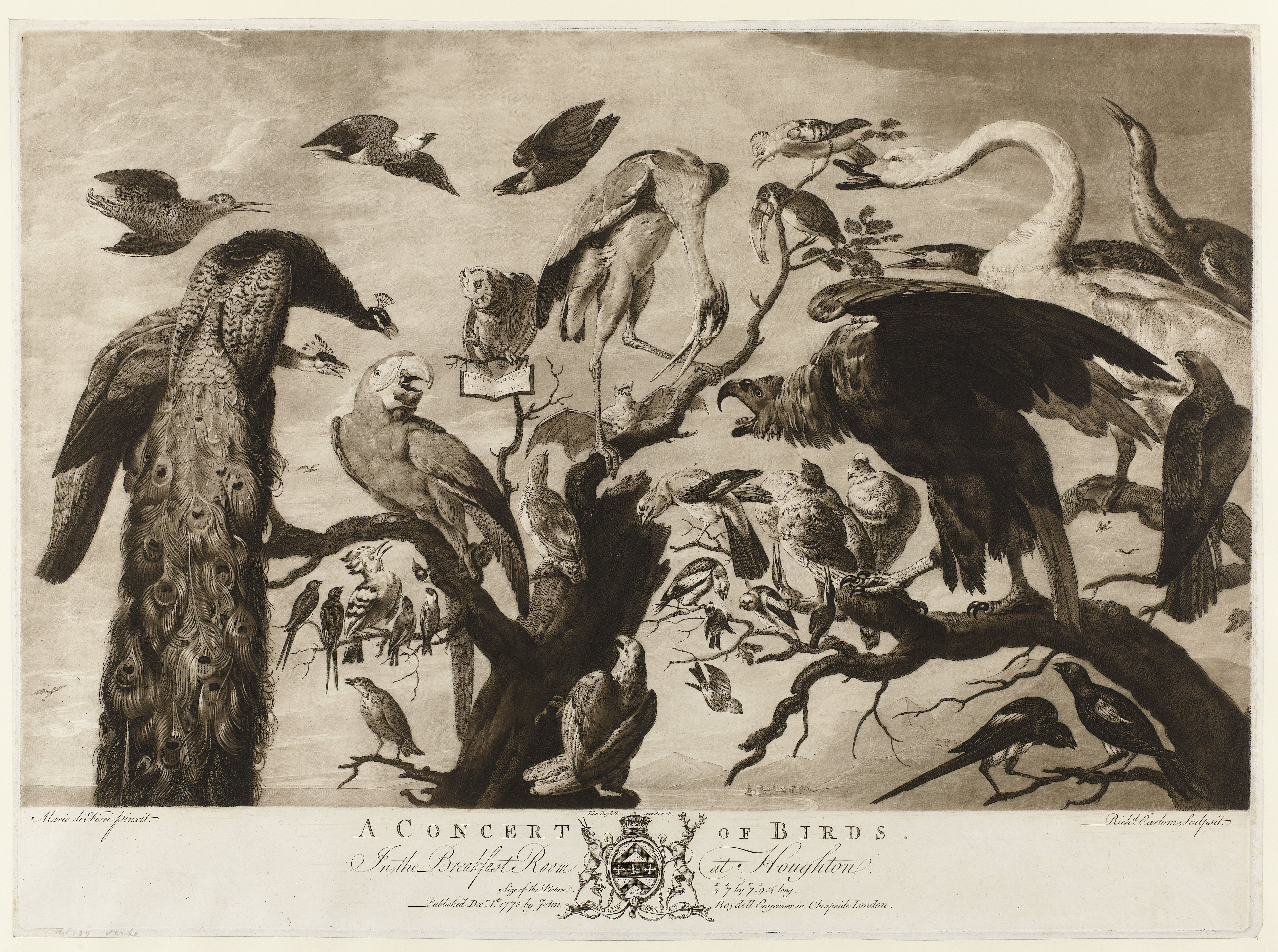
Cooncert d'oiseaux, gravure anglaise (vers 1800), inspirée de Mario Nuzzi.

Parmi ses élèves on trouve Laura Bernasconi, Domenico Bettini et le Florentin Bartolomeo Bimbi. Il a rejoint l'Accademia di San Luca à Rome en 1657.

## Œuvres
- Vase décoratif en métal, avec roses et fleurs diverses, 1650-1655, huile sur toile, 95,5 x 71,5 cm, Riga, Musée de la bourse.
- Le Miroir aux trois putti, 1660, huile sur toile, Rome, Galleria Colonna.
- Trois Fleurs de câprier, un œillet, un liseron et une tulipe, huile sur toile, 41 × 33 cm, palais Pitti, dépôt Poggio Imperiale, Florence[3]
- Autoportrait aux fleurs, huile sur toile, 136 × 208 cm, corridor Vasari, musée des Offices[3]